# Taoa (Futuna)
Taoa ist ein Dorf im Königreich Alo, welches als Teil des französischen Überseegebiets Wallis und Futuna zu Frankreich gehört.

## Lage
Das Dorf erstreckt sich entlang der dichter besiedelten Südküste der Insel Futuna in der Inselgruppe der Horn-Inseln. Im Osten grenzt es an Malaʻe. Die Église de Taoa befindet sich im Dorf.

## Bevölkerung
Taoa ist mit 443 Einwohnern das zweitgrößte Dorf Alos. In ganz Wallis und Futuna nahm die Bevölkerungszahl in den letzten Jahren stark ab; so sank die Einwohnerzahl des Orts von 717 Personen 2003 zunächst auf 623 Personen 2008 und weiter auf 443 Personen (Stand 1. Januar 2023). Viele Menschen wandern nach Neukaledonien aus.